# Varenna
Varenna (Comasco, Lecchese: Varena) és una comune (municipi) al llac de Como a la província de Lecco a la regió italiana de Llombardia, situat a uns  60 km  al nord de Milà i a uns  20 km  al nord-oest de Lecco.

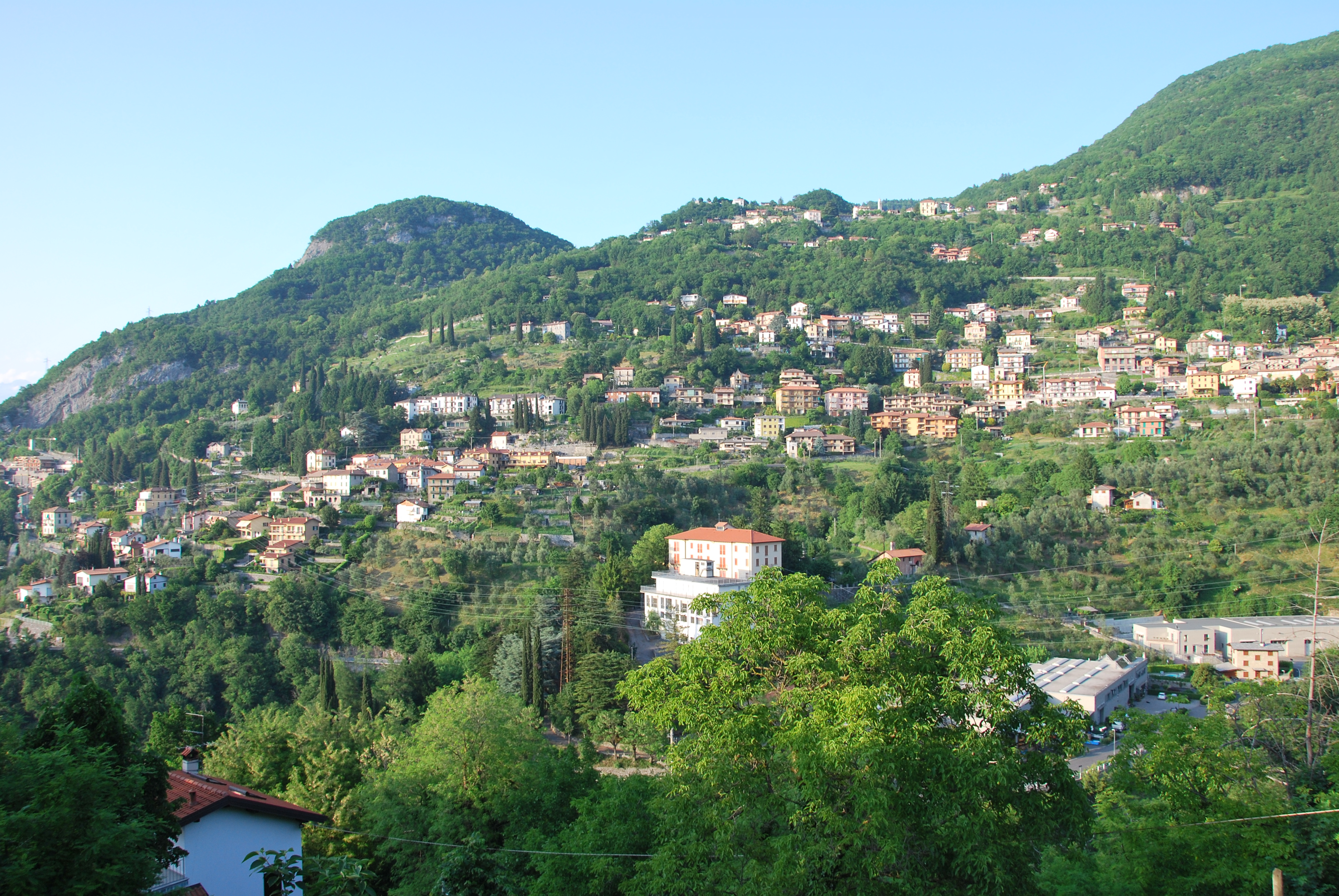
Vista des del Castello di Vezio

Varenna va ser fundada per pescadors locals l'any 769 i més tard es va aliar amb la comuna de Milà. El 1126 va ser destruït per la comuna rival de Como, i més tard va rebre els refugiats de l’Isola Comacina, que havien tingut la mateixa sort (1169).

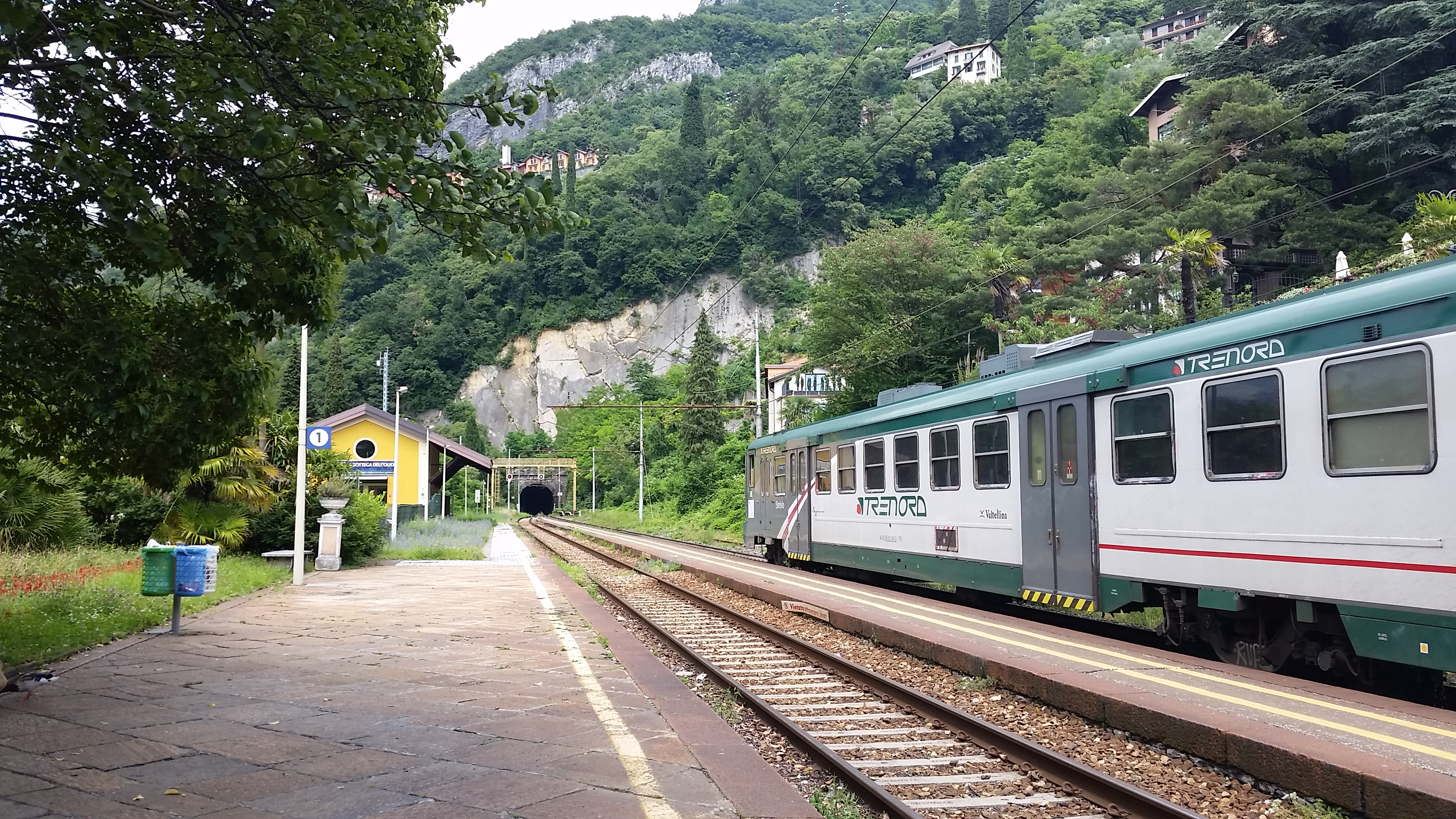
L'estació de Varenna-Esino-Perledo

Varenna limita amb els municipis següents: Esino Lario, Lierna, Oliveto Lario, Perledo. Els principals llocs d'interès són el Castello di Vezio, un petit museu dedicat al Lariosaurus (un rèptil marí del Triàsic mitjà relacionat amb les tortugues), així com els bells jardins de Villa Monastero. A l'altra banda del llac a la província de Como hi ha: Bellagio, Griante i Menaggio.
Villa Monastero, entre Varenna i Fiumelatte és avui dia un museu, jardí botànic i centre de convencions. Va ser fundat com a monestir cistercenc al segle XI o XII. Està servit per l'estació de Varenna-Esino-Perledo, al ferrocarril Tirano-Lecco.

## Gent
- Giovanni Battista Pirelli (1848–1932), empresari, enginyer i polític que va fundar Pirelli & C. a Milà el 1872.

## Galeria

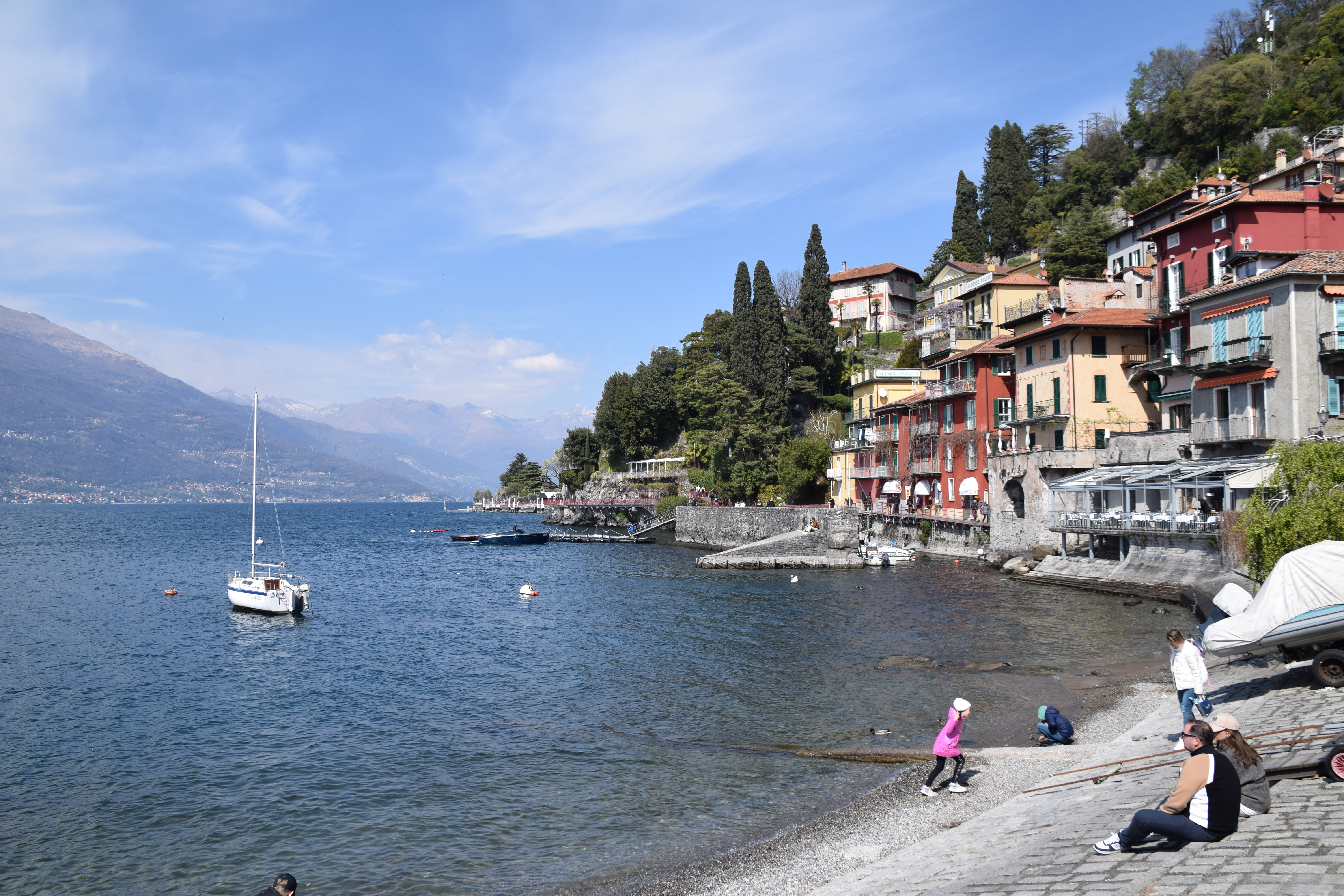
Vecchio Porto.
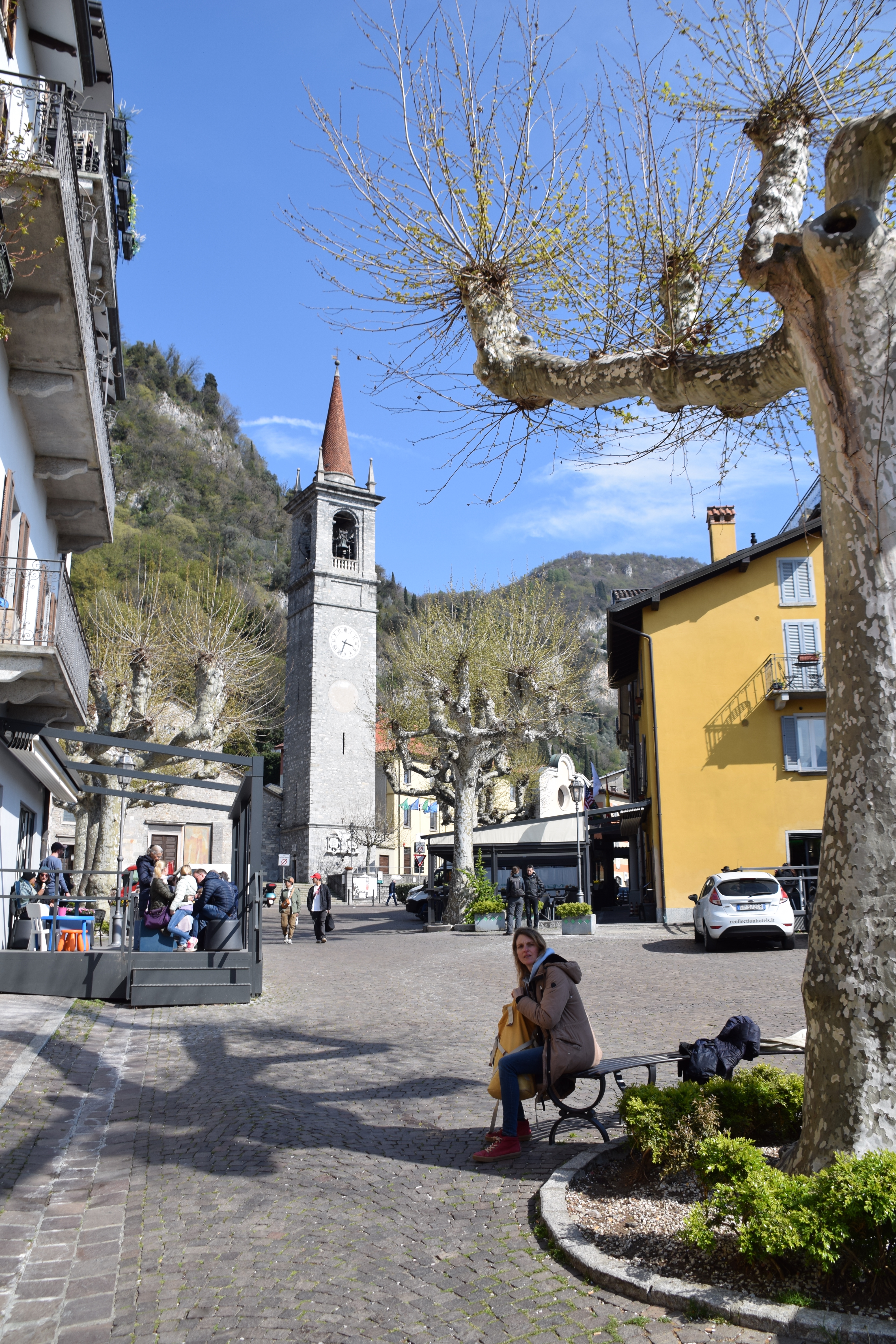
Plaça San Giorgio.